# Island Records
Island Records este o casă de înregistrări care își desfășoară activitatea în Anglia și S.U.A.. Ea este responsabilă pentru promovarea unor artiști din zona muzicii pop-rock precum Gabriella Cilmi sau Terra Naomi. Compania este deținută în prezent de Universal Music Group.